# Église Saint-Christophe du Puch
Pour les articles homonymes, voir Église Saint-Christophe.
L'église Saint-Christophe du Puch est une église catholique située  sur le territoire de la commune de Sauveterre-de-Guyenne, dans le département de la Gironde, en France.

## Localisation
L'église est située au cœur du lieu-dit Le Puch, au nord de la ville de Sauveterre, le long de la route départementale D670 (ancienne route nationale 670).

## Historique
L'église est le type même des sanctuaires ruraux construits entre le XIe et le XIIe siècle. L'édifice primitif du XIe siècle est toujours identifiable dans le petit appareil qui affleure sur les murs gouttereaux nord et sud. La nef unique est charpentée et construite en moellons cubiques. L'abside, élevée en grand appareil régulier, est voûtée en cul-de-four. L'église passa au Templiers (la paroisse est attestée à partir de 1289 comme commanderie hospitalière dépendant de celle de Sallebruneau) et par conséquent c'est au moines-soldats que revient l'élaboration du portail occidental.
Le portail s'ouvre dans un avant-corps couronné par une corniche à modillons. Il compte deux voussures romanes et une voussure interne, légèrement asymétrique, qui date du XIVe siècle. Le style des archivoltes et les sujets figurés se placent dans le droit fil des sculptures de l'abbaye de La Sauve-Majeure. La façade occidentale est dotée d’un clocher-mur à deux larges baies ogivales.

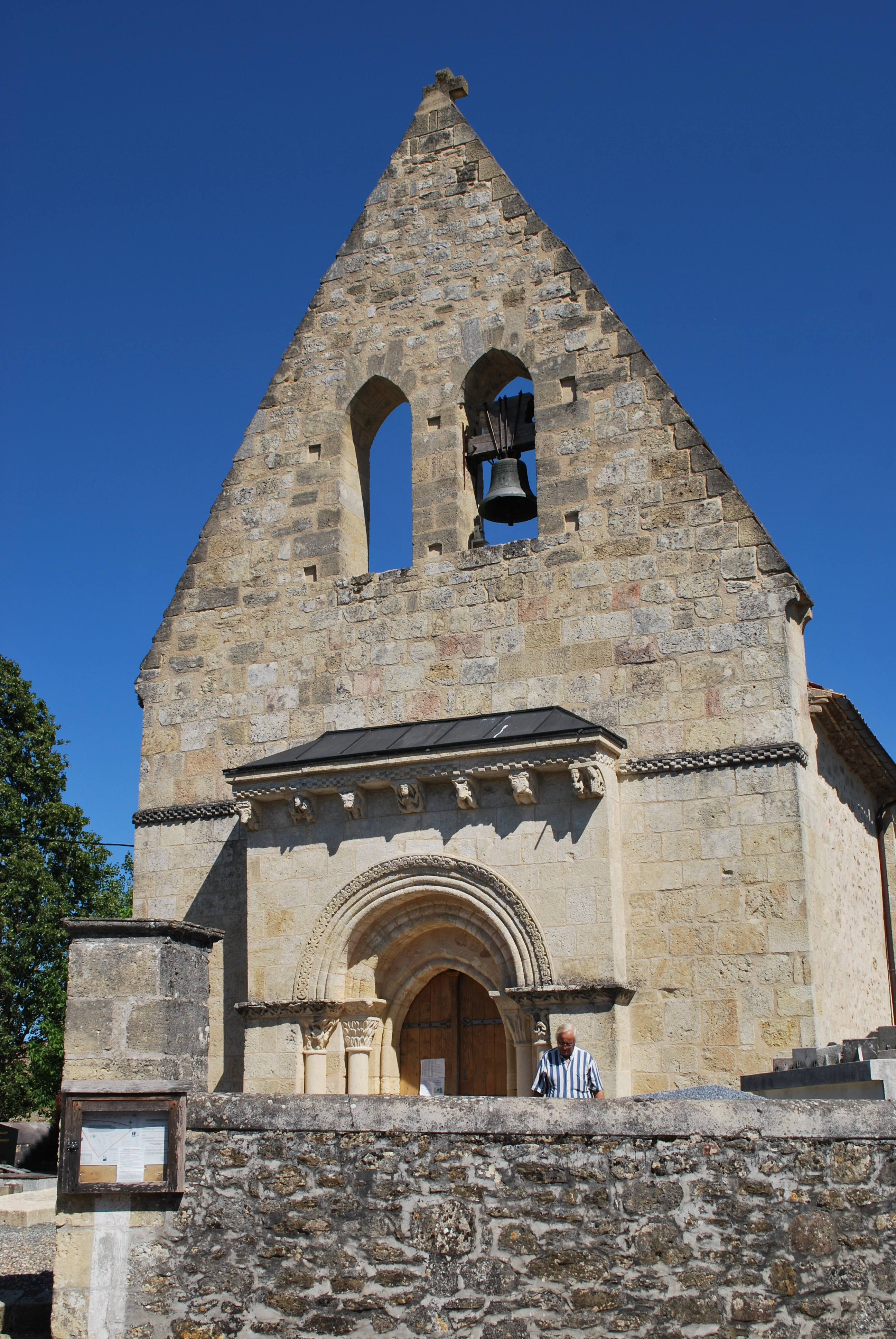
La façade ouest
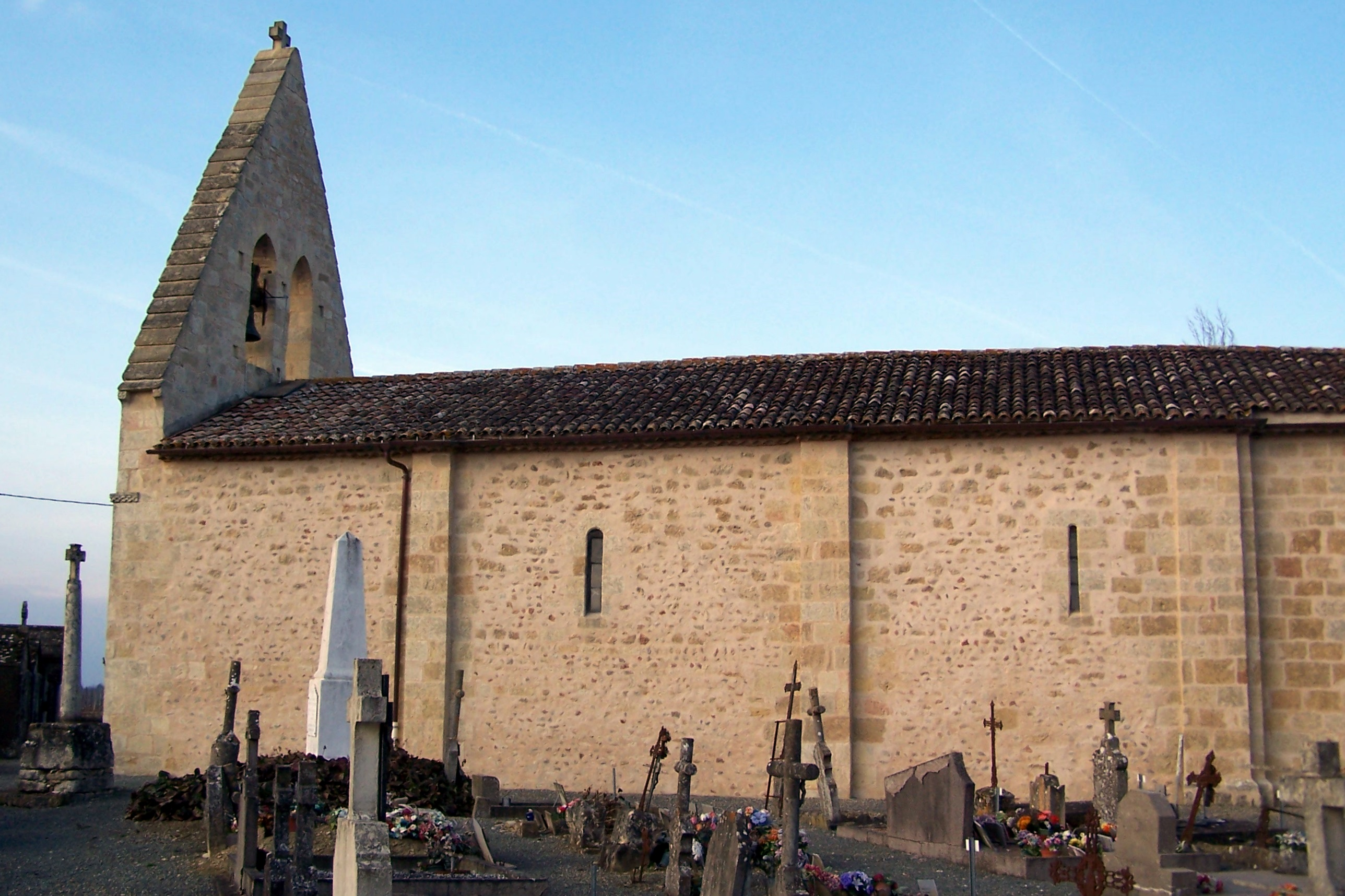
La façade sud
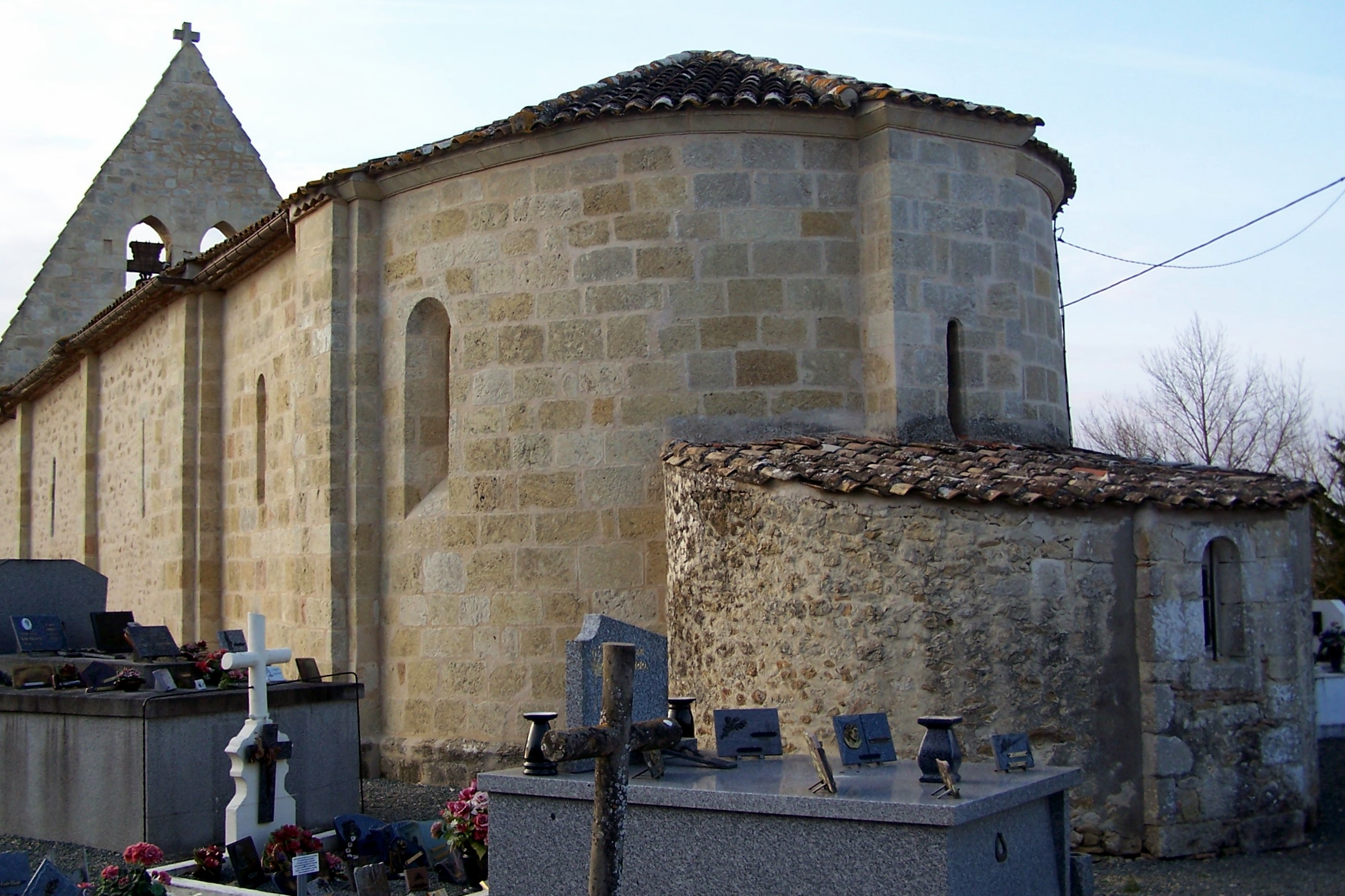
Le chevet au sud-est
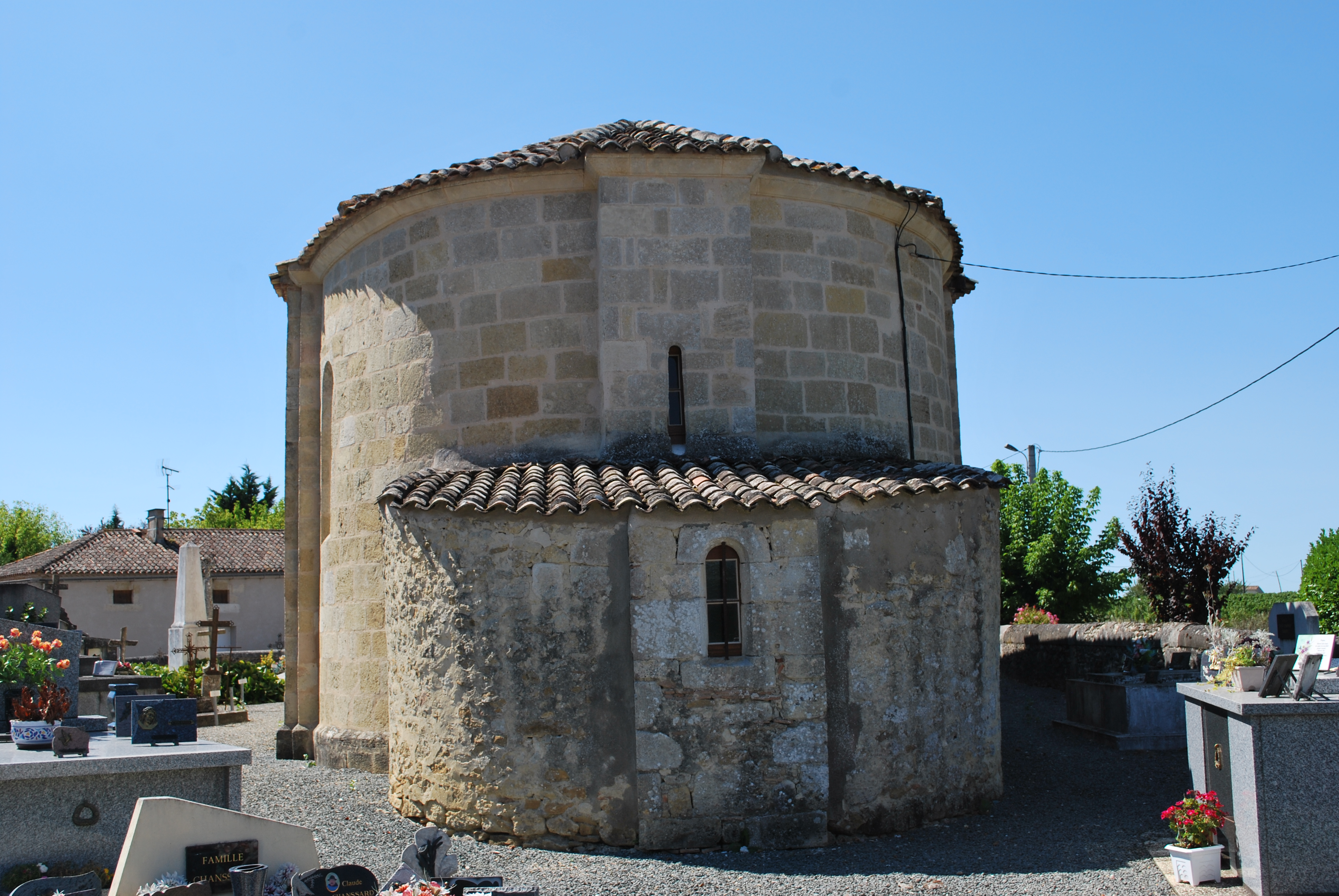
Le chevet

L'édifice a été classé au titre des monuments historiques par arrêté du 14 avril 1909 pour son portail et inscrit en totalité le 16 avril 2002.

## Iconographie romane
La seule ornementation de l'église se trouve sur la façade occidentale :
- Une corniche supportée par sept modillons figurés.
- Un portail à trois voussures.

Le portail
Des quatre chapiteaux qui supportent les voussures, seuls ceux du nord sont romans. Au sud, des compositions banales ont remplacé les anciens thèmes, dont on ne connait plus rien.
La première corbeille au nord possédait un double collerette de feuillages. Aujourd'hui, l'érosion a fait son œuvre.
La deuxième corbeille au nord est historiée, mais, malheureusement, elle est très dégradée. Il est à croire que le délabrement est dû plutôt à la mauvaise qualité de la pierre qu'à la malignité des hommes. Le tailloir est parcouru d'arabesques en bouquet. La corbeille est ornée de reliefs dégagés du bloc. À l'angle vif de la corbeille, on discerne un être ailé que l'érosion a décapité. Son bras gauche est levé, comme pour saisir les oreilles ou la tête d'un quadrupède. Symétriquement, sa main droite est tendue en direction d'un homme qui progresse à sa rencontre, d'une démarche souple et enlevée. Il n'est pas possible, du fait de la détérioration de la sculpture d'aller plus loin dans l'analyse.
Les modillons de la corniche
La série modillonnaire, qui soutiennent la corniche à billettes, compte quatre sujets animaliers et trois sujets à figure humaine. Ils  sont très bien conservés, sauf un qui a été furieusement martelé au XIXe siècle, sans doute par un curé pudibond.
Le thème de la série est celui de la dénonciation de la luxure.

Sur le premier modillon à droite figurent deux musiciens, qui jouent respectivement d'une flûte et d'un psaltérion sur les dos de deux acrobates/contorsionnistes. Le clergé roman considérait les professions de musicien et de saltimbanque comme maudites, car les fêtes profanes étaient propices aux péchés charnels.

Les deux modillons suivants sont de type animalier : l'un montre un chien féroce (le chien est domestique, car il porte un collier) qui rappelle l'animalité de l'Homme et l'autre, un monstre maléfique en train d'avaler deux oies, symbole des pécheurs naïfs.

Au centre de la corniche se trouve une sirène bicaudale, qui tient ses deux queues écartées comme des jambes, symbole de la tentation sexuelle.

Le modillon à sa gauche présente également un monstre ricnaant.

L'avant-dernier modillon avec des figures humaines a été mutilé. Par rapport à d'autres modillons semblables, qui sont en meilleur état, on peut être penser que l'homme est nu et ithyphallique et que la femme, dont il ne reste que la silhouette et une partie de la jambe droite, est nue et qu'elle expose son sexe. Ils vont copuler.
Ce dernier modillon, jugé trop scabreux, ne résistera à la censure du XIXe siècle : François Jouannet, conservateur de la bibliothèque de Bordeaux, tonitruait en ces termes : « ... un couple dont je tais l'action ; l'artiste a tout exagéré ». Plus tard, en 1845, avant la mutilation, Léo Drouyn a dessiné la silhouette de ce couple maudit, mais son texte demeura tout aussi évasif : « le deuxième modillon est un sujet que nous renonçons à décrire ». En 1876 il écrira : « ... avant qu'un curé, par trop rigide, ait eu la malencontreuse idée de mutiler ce qu'avaient respecté ses prédécesseurs depuis le XIIe siècle. »
Pour finir, le modillon à l'extrême gauche montre un chien féroce.

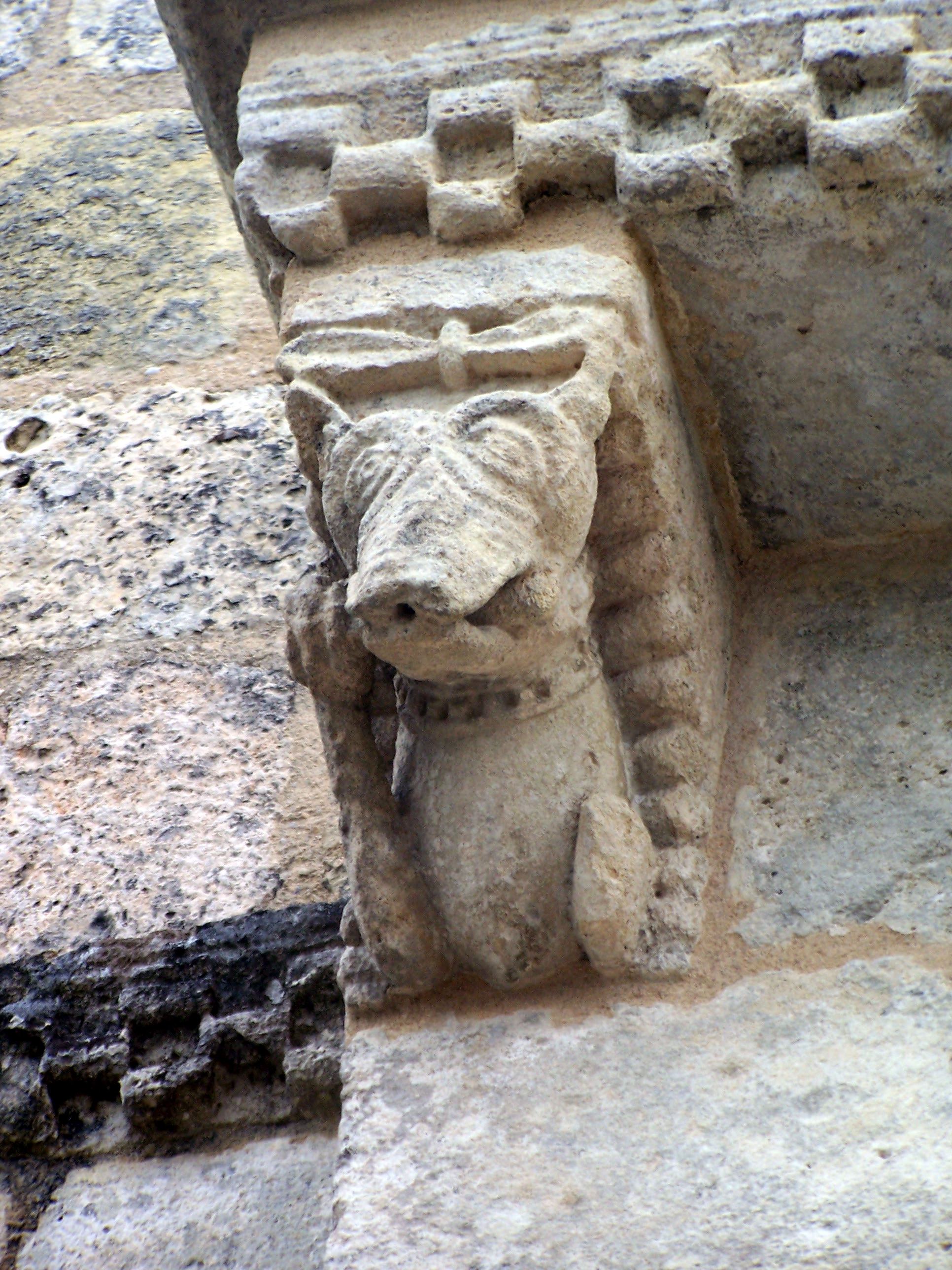
Chien féroce
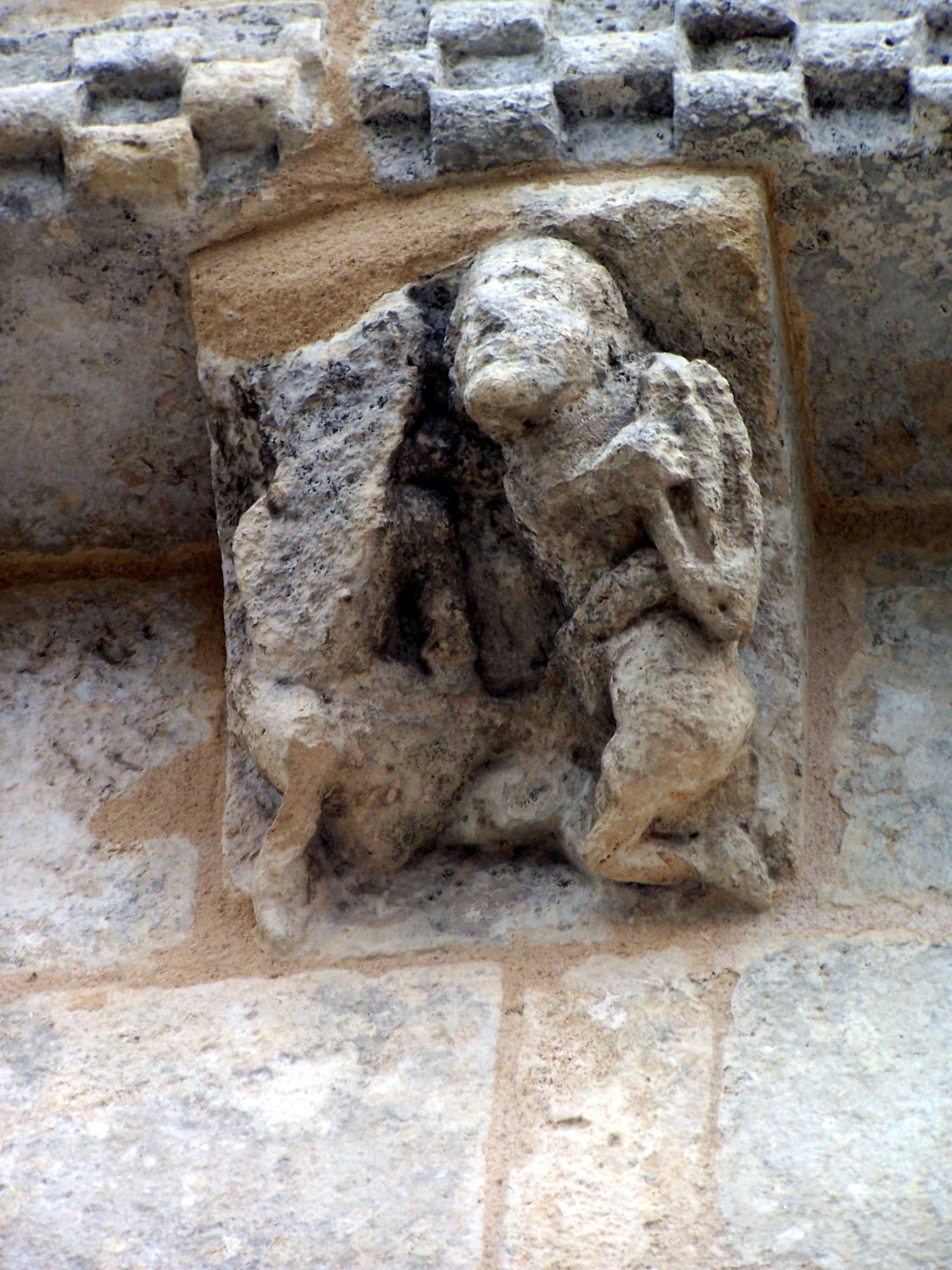
Copulation
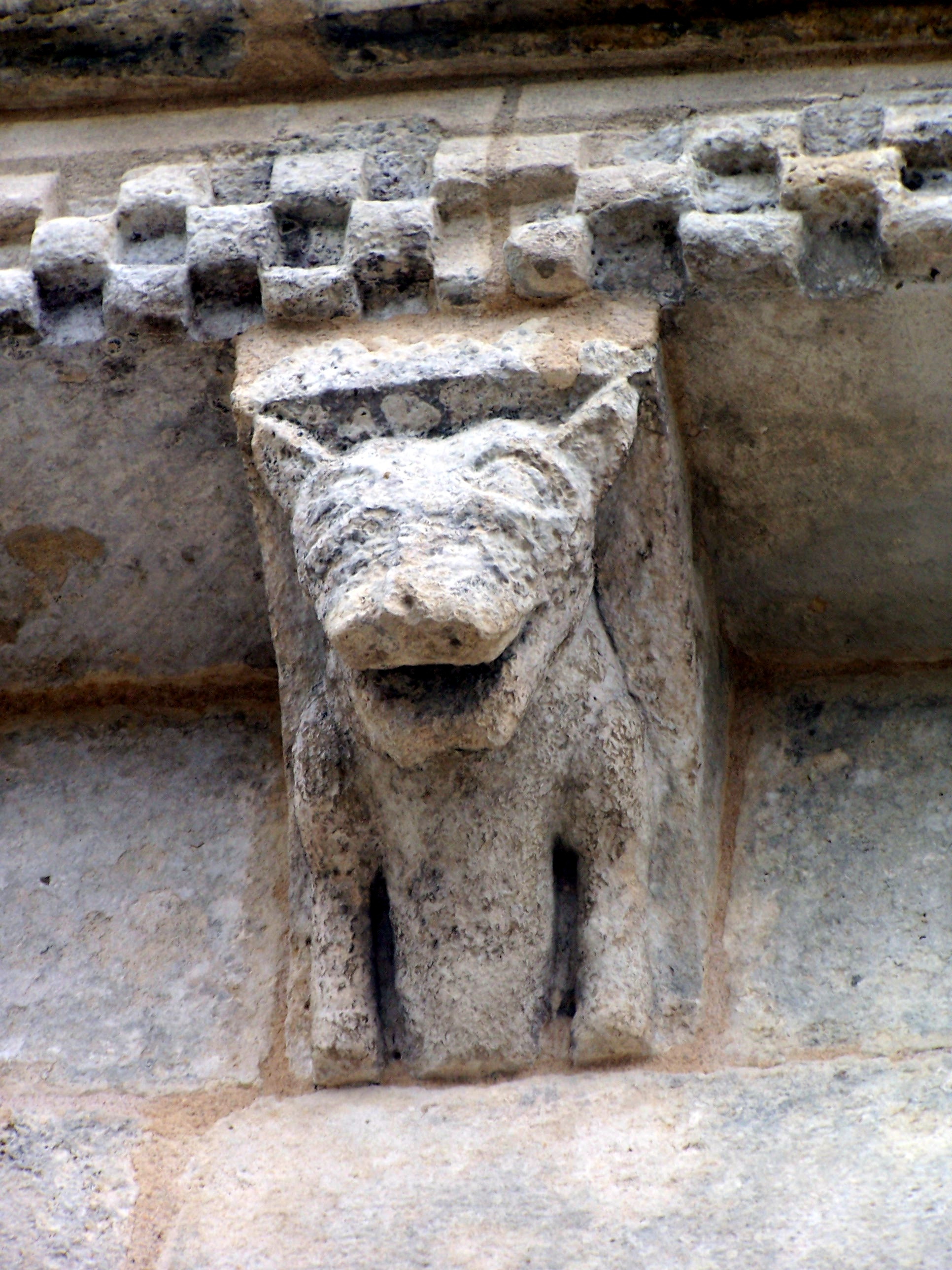
Monstre
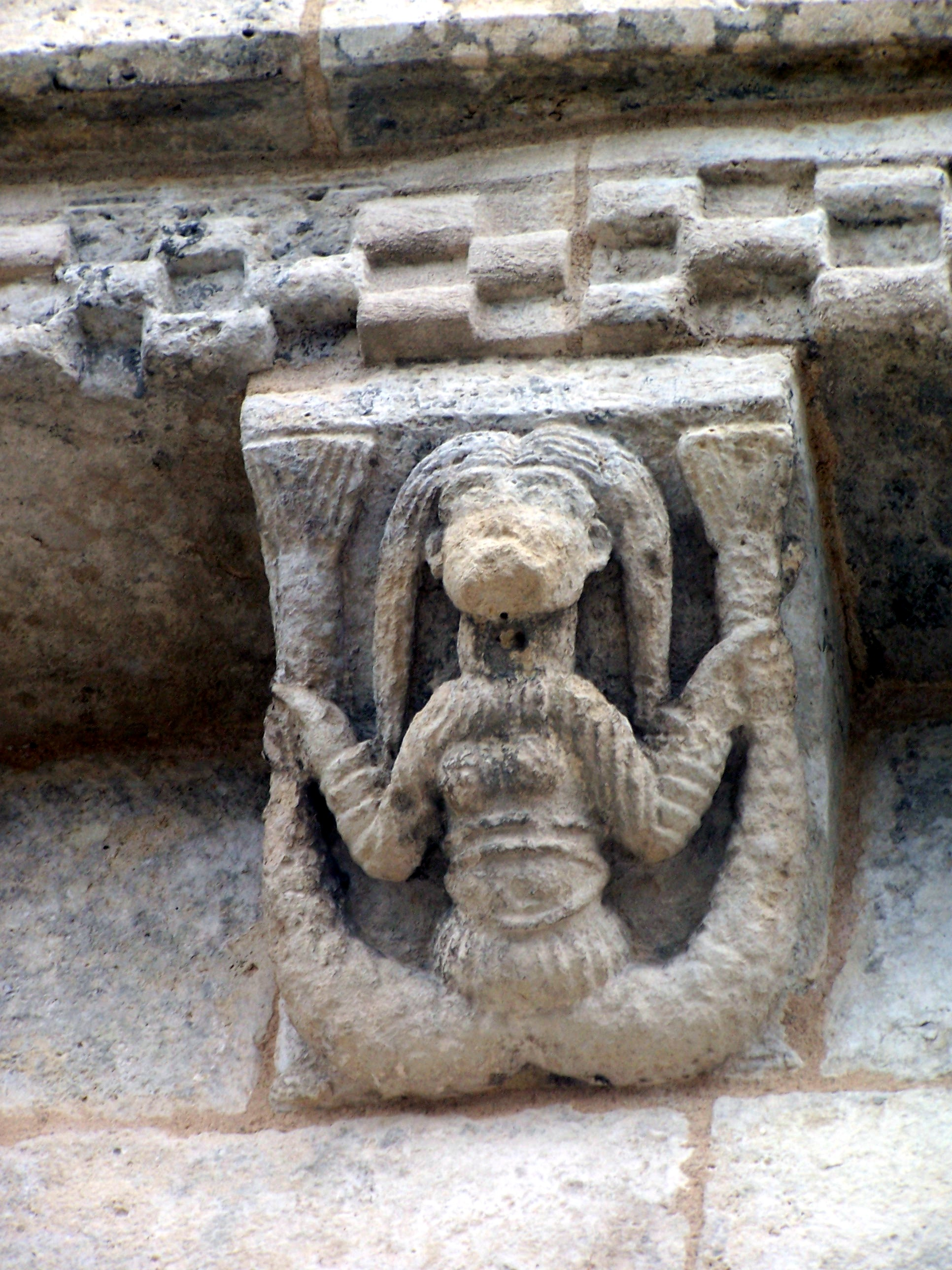
Sirène bicaudale
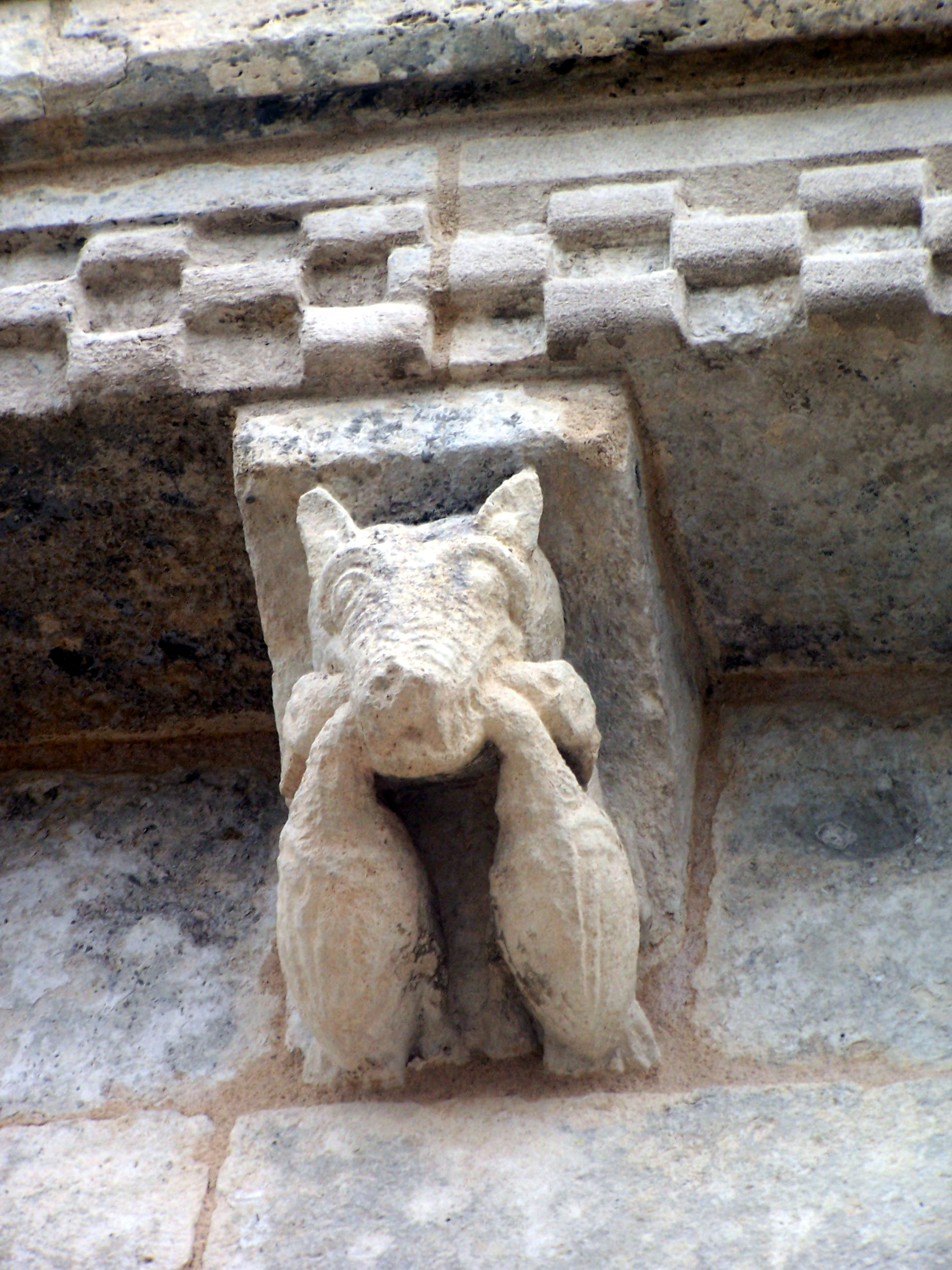
Monstre avalant deux oies
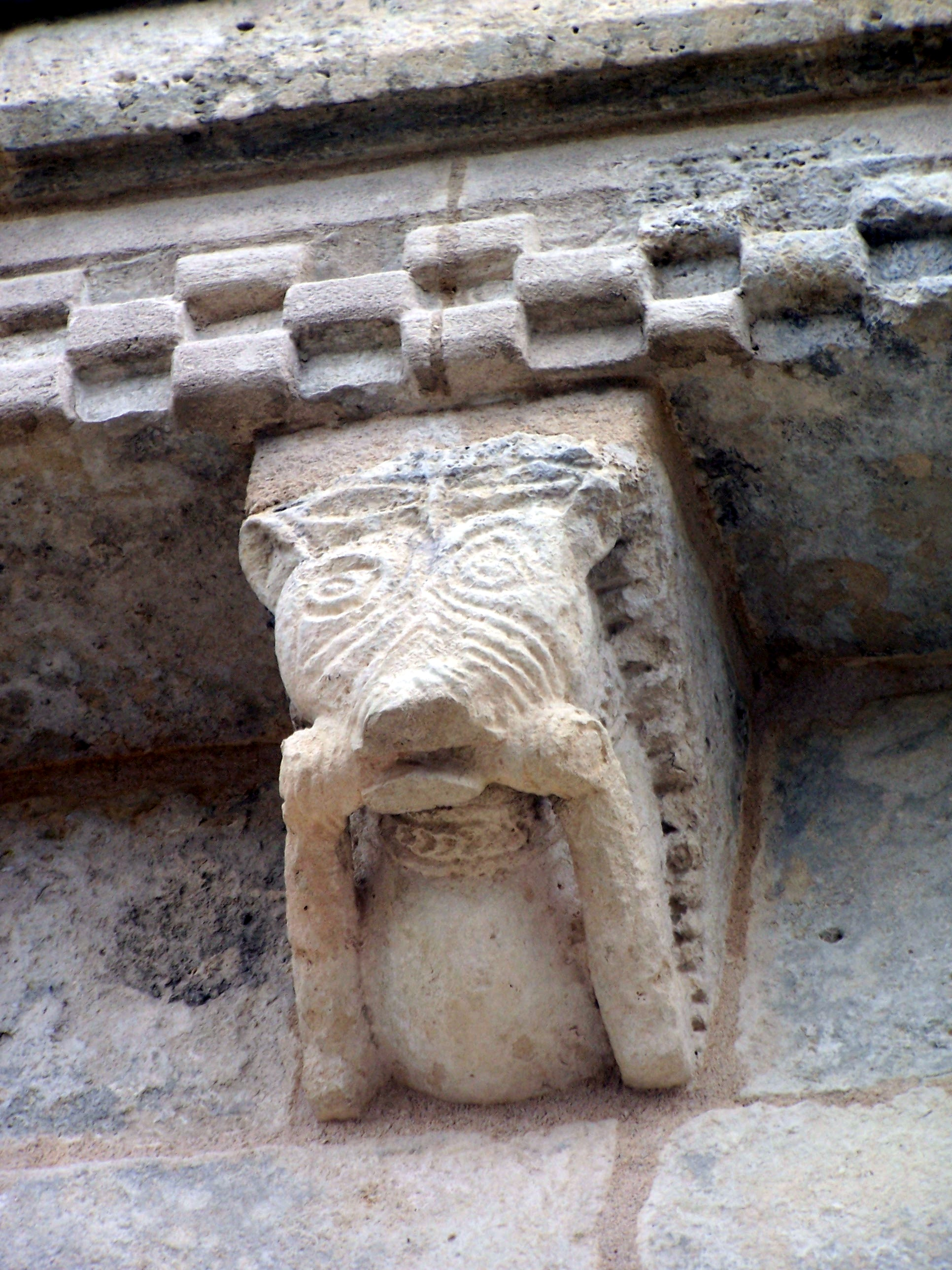
Chien féroce
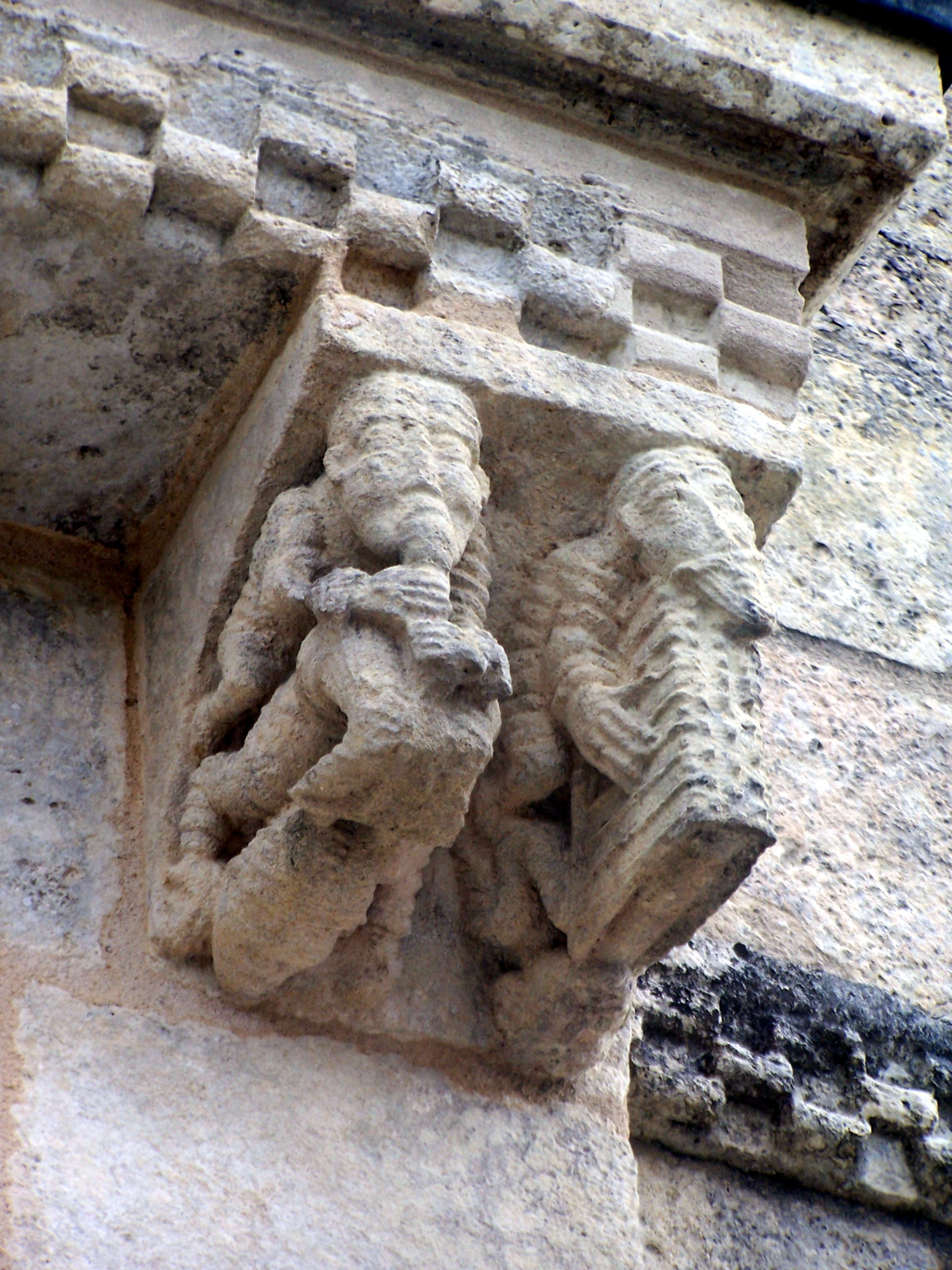
Musiciens et acrobates

## Galerie

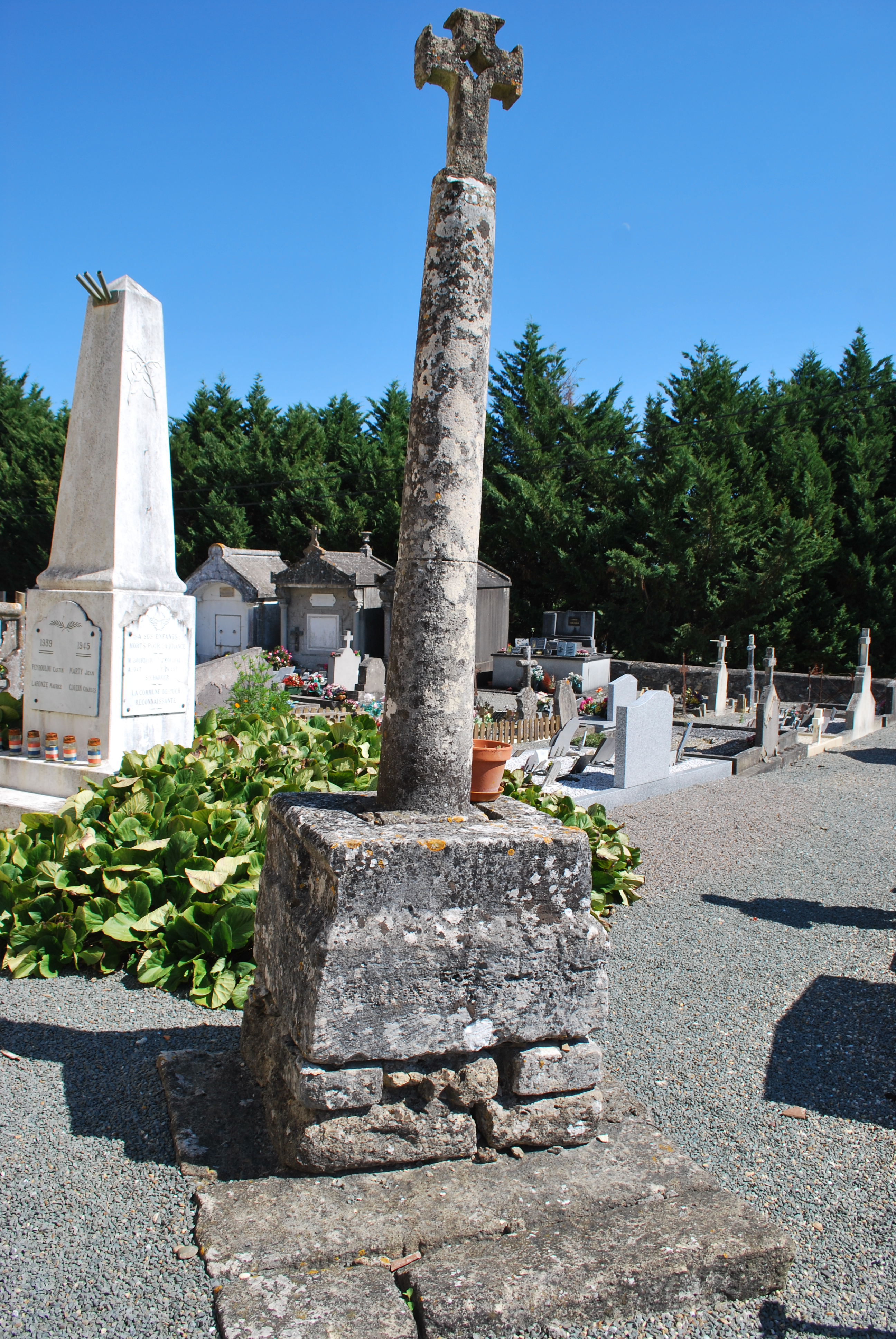
Croix de cimetière
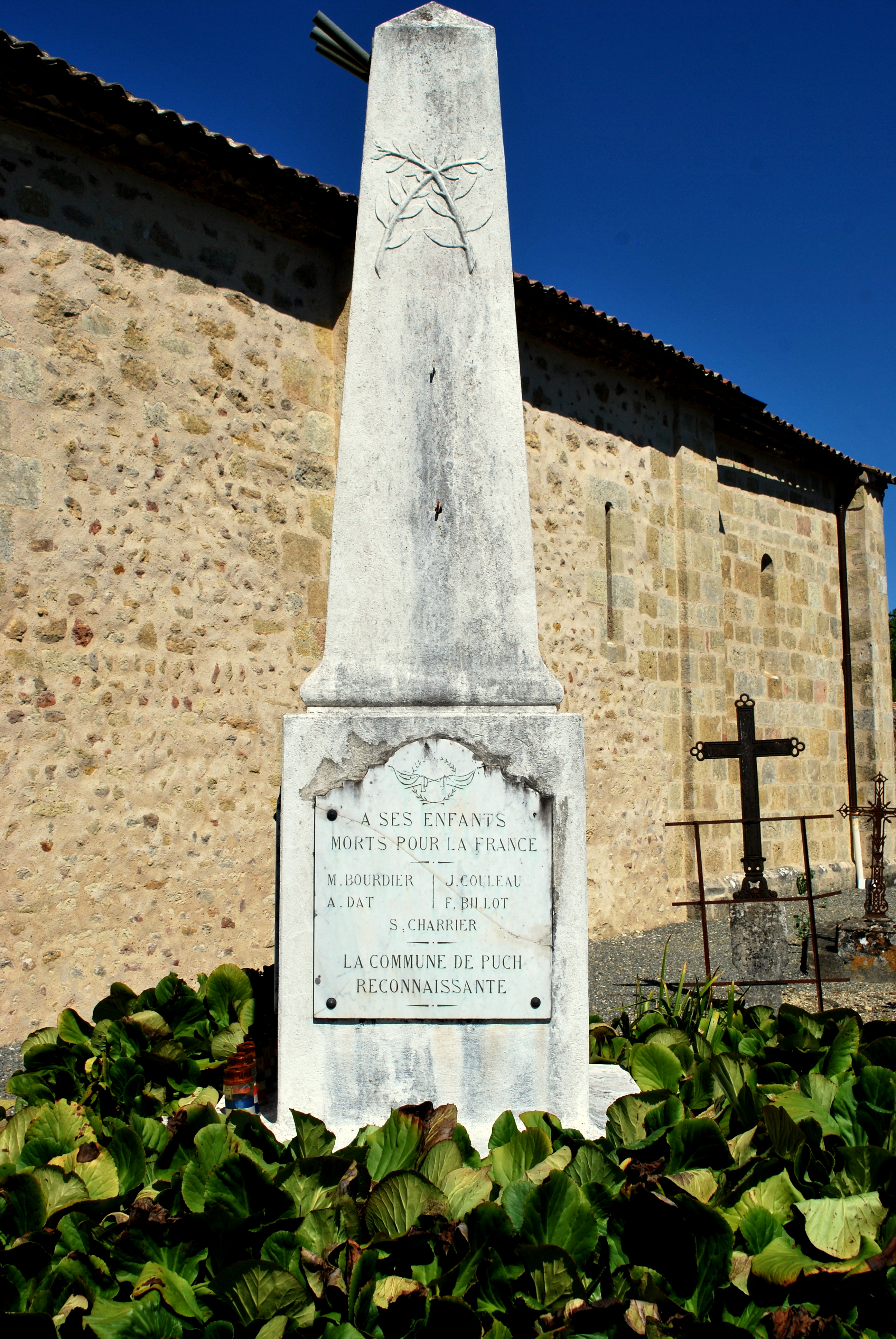
Monument aux morts a
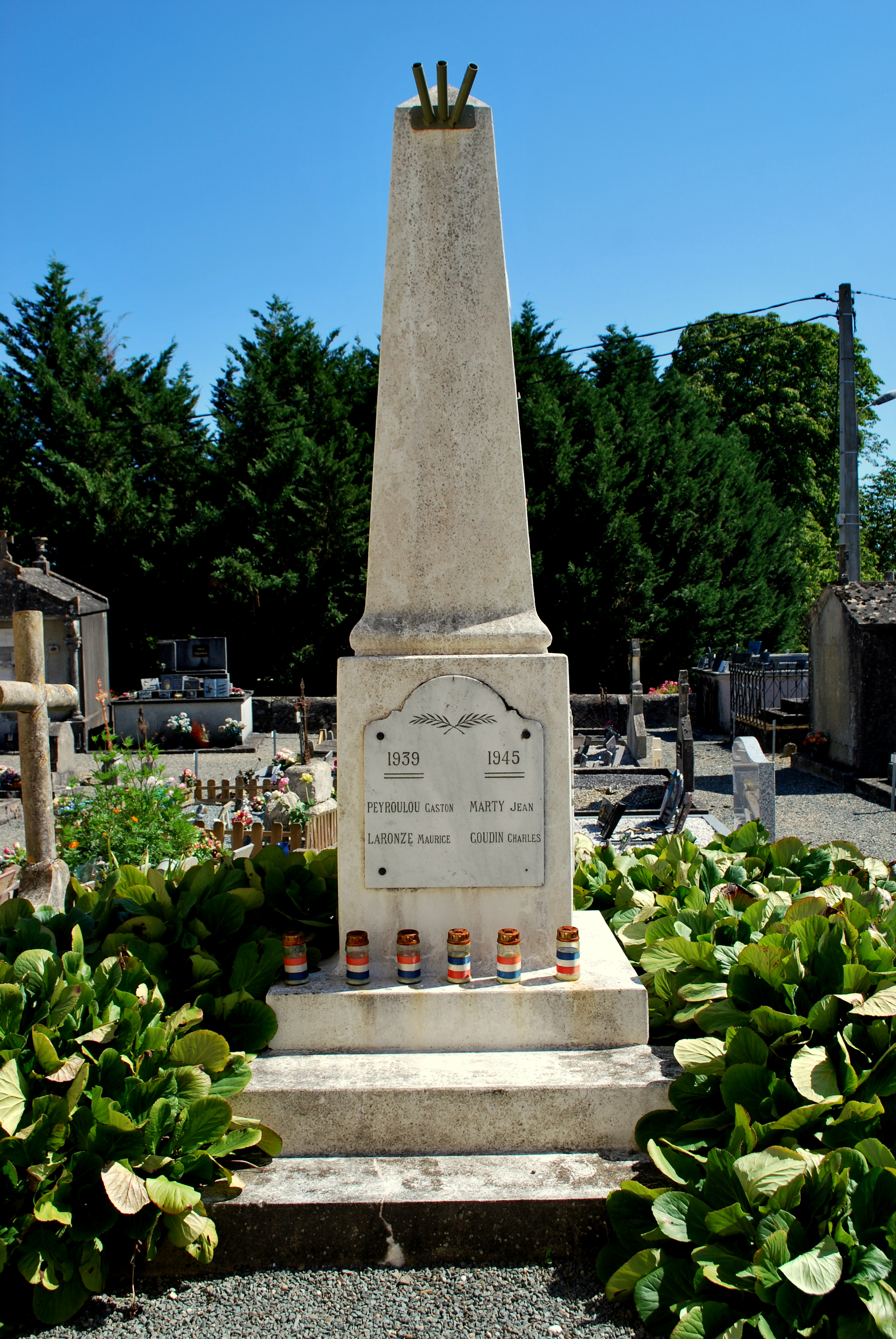
Monument aux morts b

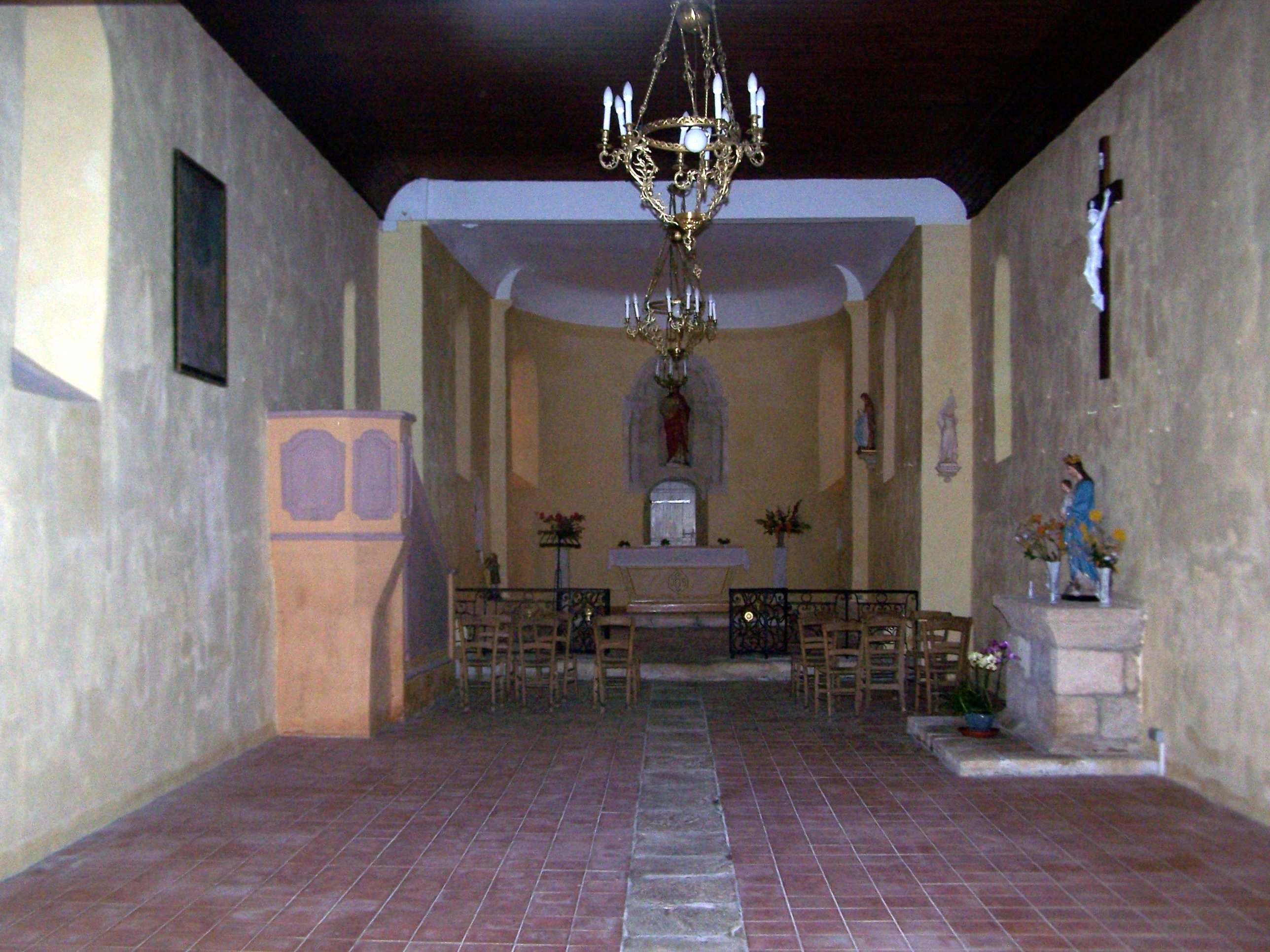
La nef
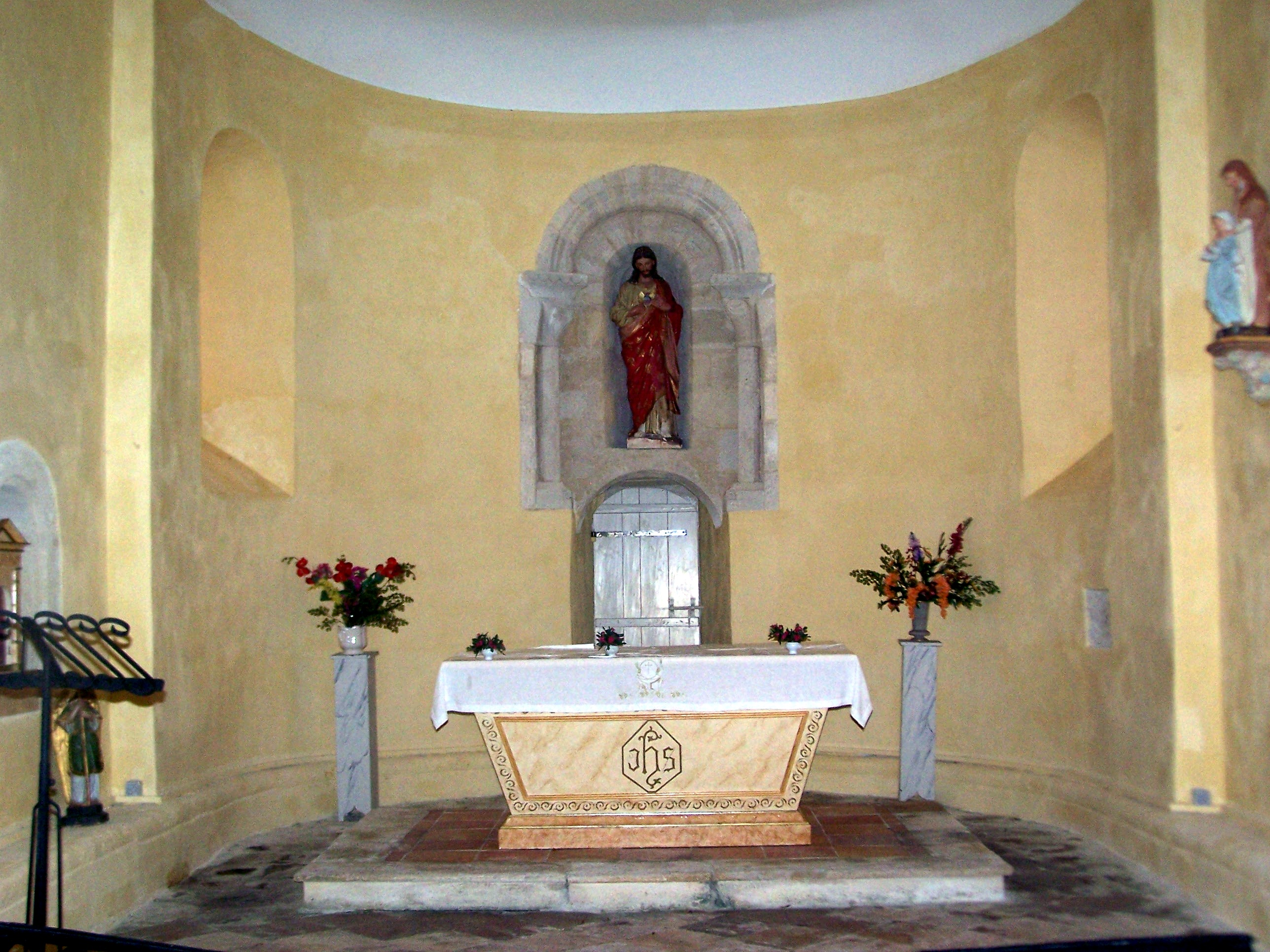
Le sanctuaire
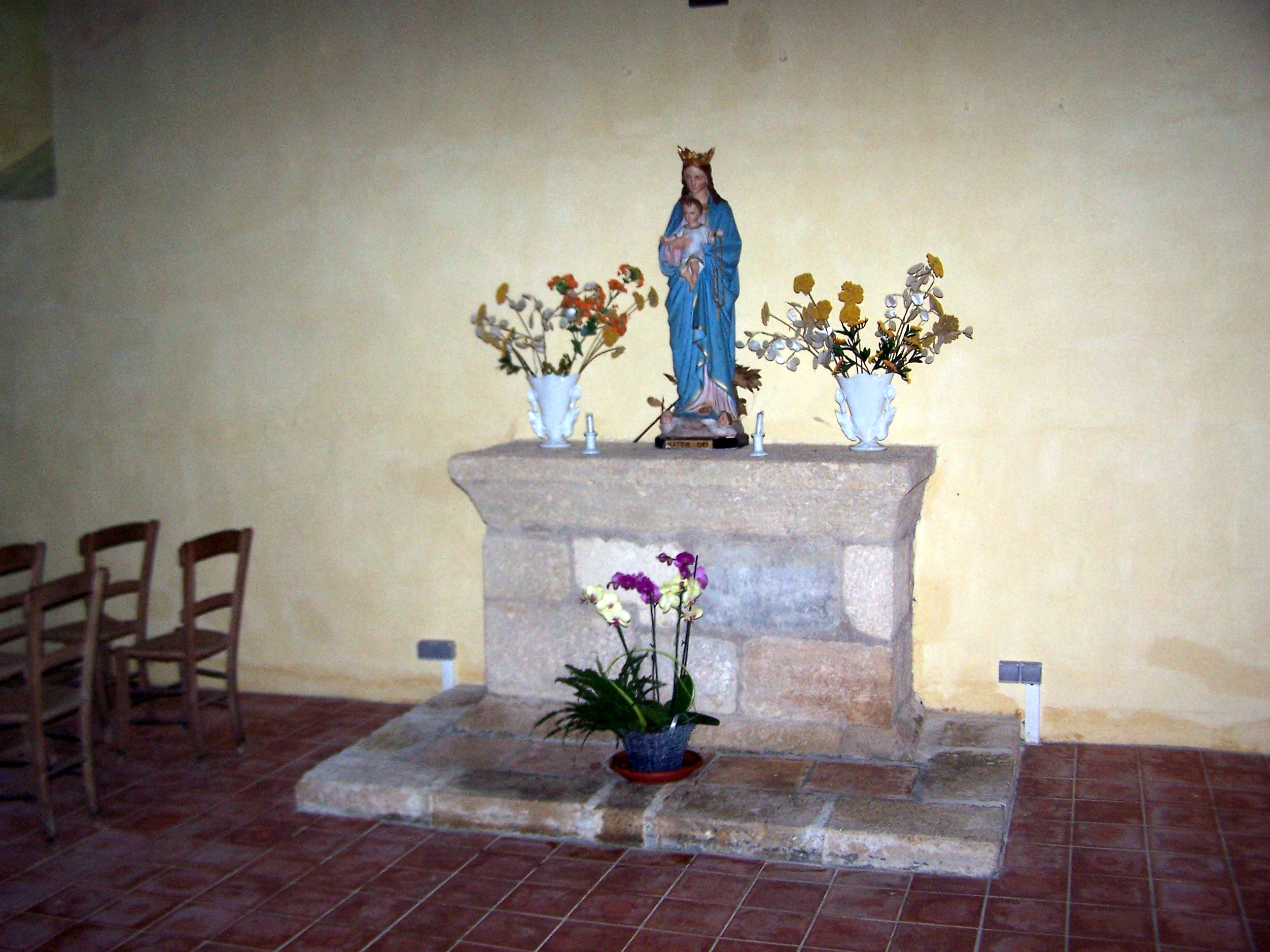
Autel, mur sud
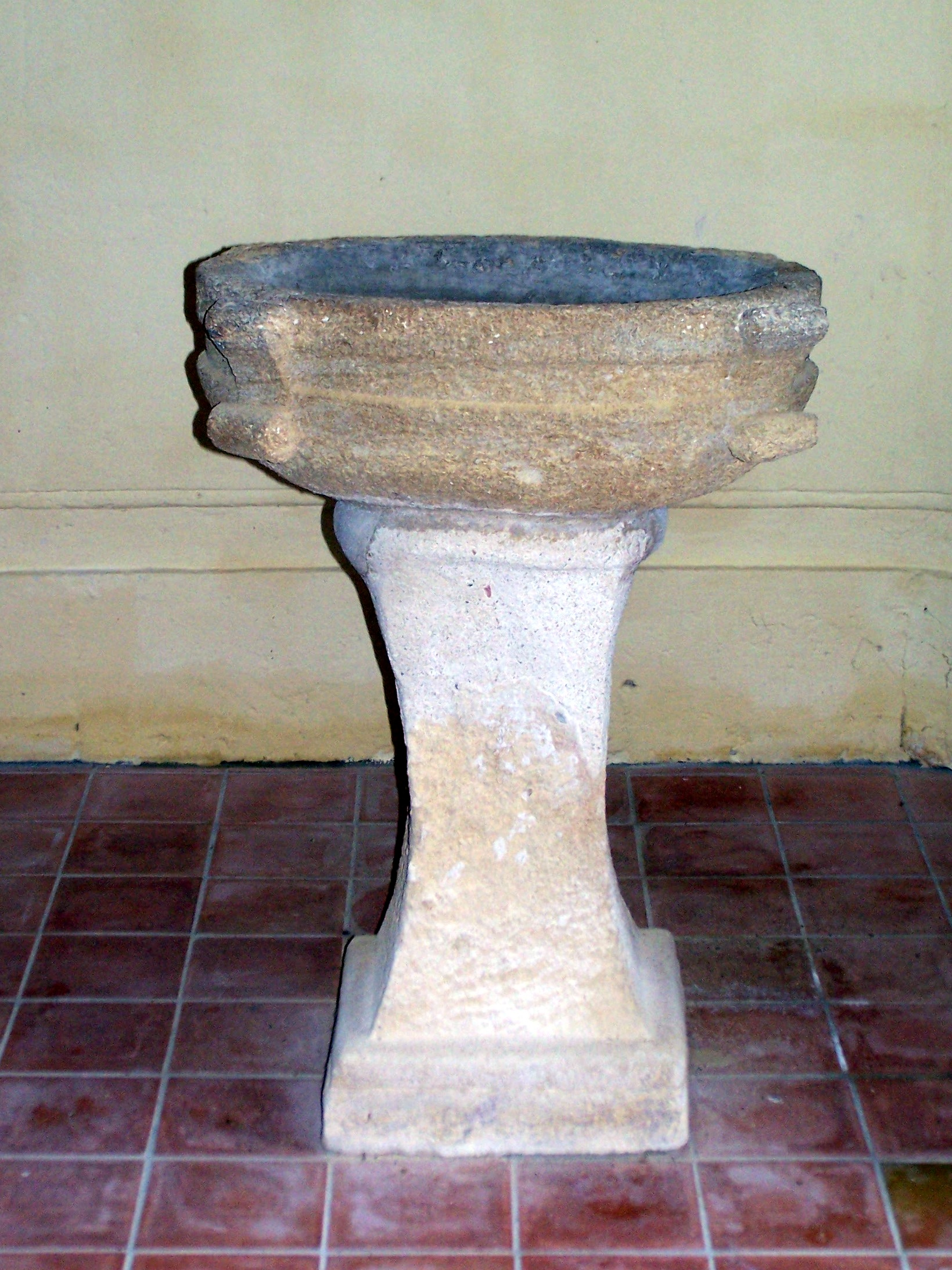
Baptistère
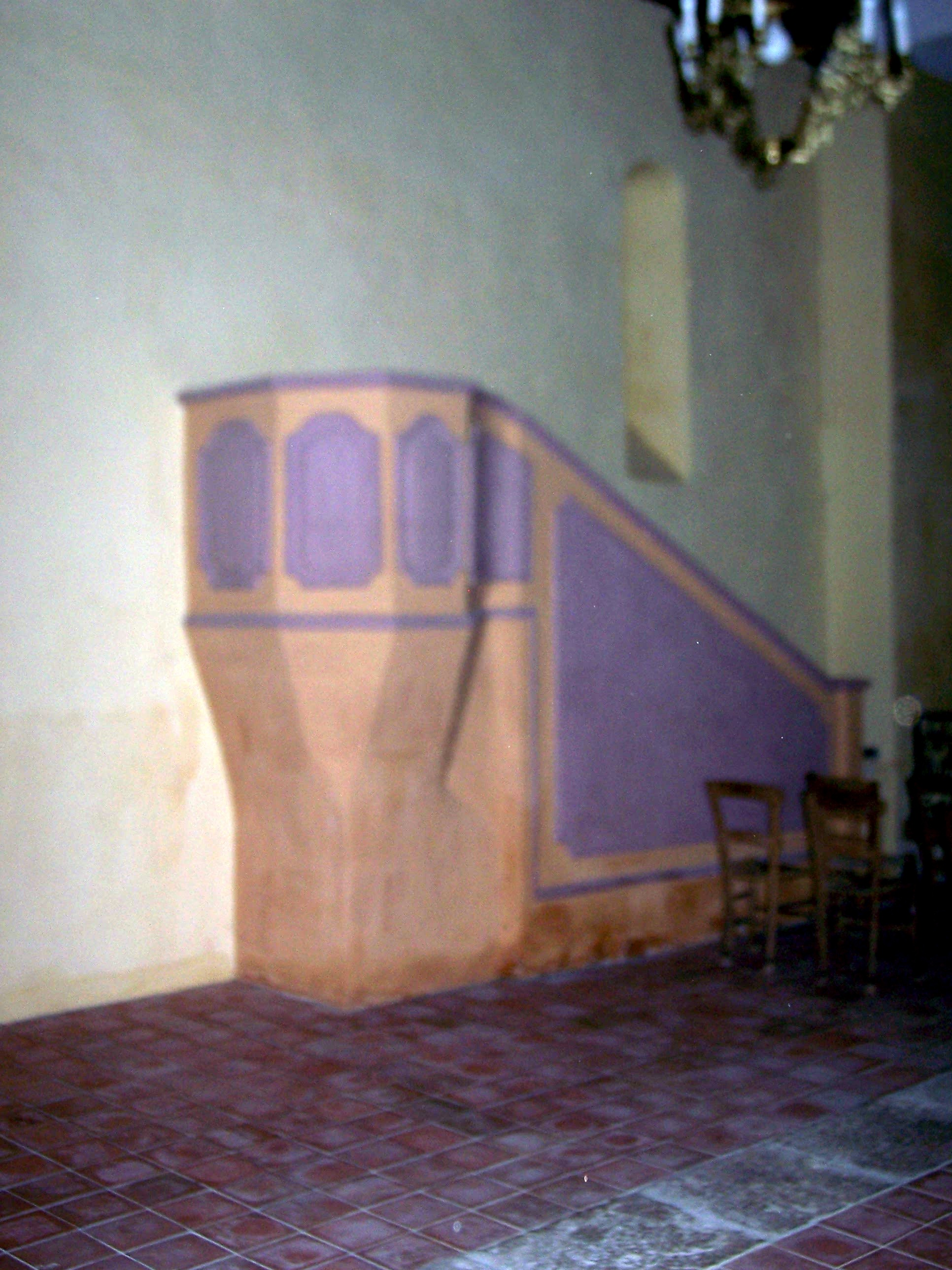
Chaire à prêcher
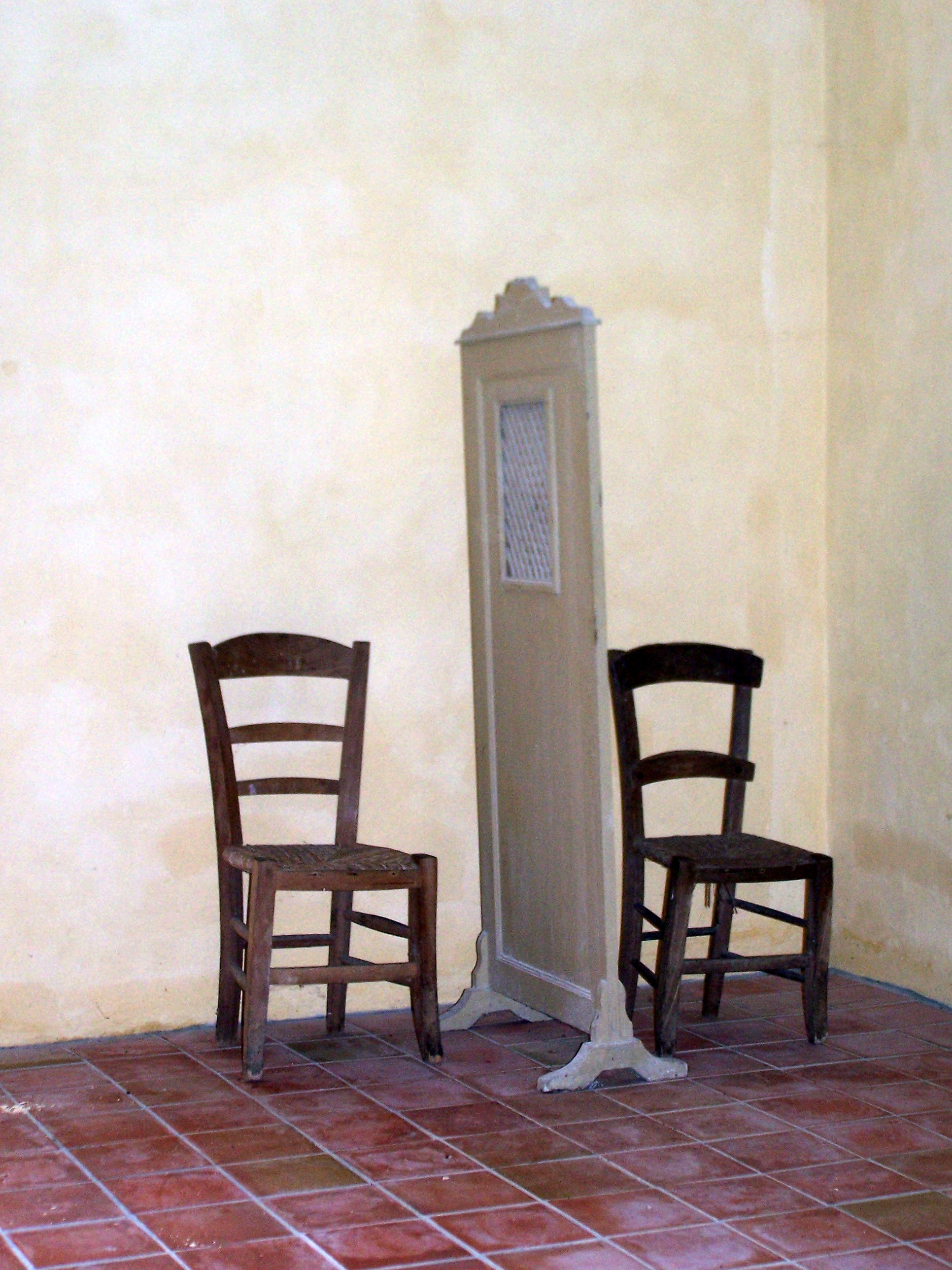
Confessionnal